# Cirrhilabrus flavidorsalis
Cirrhilabrus flavidorsalis är en fiskart som beskrevs av Randall och Carpenter, 1980. Cirrhilabrus flavidorsalis ingår i släktet Cirrhilabrus och familjen läppfiskar. IUCN kategoriserar arten globalt som livskraftig. Inga underarter finns listade i Catalogue of Life.